# ФК Камен Инград
НК Камен Инград је фудбалски клуб из Велике, Хрватска. Сениорски тим се на крају сезоне 2007/08. распао, након испадања Друге лиге, па се тренутно не такмичи нигде, у клубу функционишу само млађе категорије.

## Историја
Клуб је основан 1929. под именом НШК Велика. Након Другог светског рата мења име у НК Папук. 1999. године НК Папук по преласку у Трећу лигу мења име у НК Камен Инград.

## Успеси
До 1998. нису се ни приближили најелитнијем хрватском фудбалском друштву. Тада на власт долази Владо Зец, а гради се оно што је данас врло добар стадион за једно мало место као Велика. У Трећој лиги клуб осваја прво место без пораза, а у следећој сезони головима Зорана Зекића улазе у Прву лигу Хрватске.
У првој прволигашкој сезони, 2001/02., клуб се од испадања спасио тек у додатним квалификацијама. Сезону касније измењени састав осваја изванредно 4. место и обезбеђује наступ у УЕФА купу. У јесен 2003. клуб прво игра са луксембуршким Етцелом које у гостима добија 2:1, а код куће дословно гази са 7:0. Следи историјски сусрет са познатим бундеслигашем Шалке 04. У Великој нема голова, а у гостима Шалке добија са тесних 1:0 и пролази даље. Али, те сезоне завршили су тек на седмом месту у лиги, ипак изборивши Интертото куп, у којем их са 4:1 у Русији и 1:0 код куће побеђује московски Спартак.
Иако је клуб тада био солидан прволигаш, због проблема у компанији Камен Инград, клуб пуца изнутра. Плате касне, играчи слабо долазе у клуб и масовно га напуштају. У лето 2005. клуб остаје без практично целог тима. Ипак, под вођством Ивице Матковића и двојца Мујчин - Лакић успевају завршити на врло добром 6. месту, и у полуфиналу купа, уз чак 3 победе у 4 утакмице против сплитског Хајдука. Први стрелац Лакић на лето одлази у берлинску Херту.
У априлу 2006. компанија Камен Инград одлази у стечај, а 13. септембра исте године Владо Зец, због малверзација у привредном пословању, завршава у затвору. Почетком 2007. династија Зец истерана је из клуба којем је оставила лепу прошлост и близу 6 милиона евра дуга. Нови председник је Ивица Колунџић. На крају сезоне клуб као последњи на табели испада у Другу лигу.
Сезона 2007/08. у Другој лиги доноси још веће проблеме за клуб, који завршава на 14. месту и испада у Трећу лигу, чиме долази до тоталног распада сениорског тима, па клуб одустаје од наступа у Трећој лиги.
Данас се НК Камен Инград такмичи само у оквиру I. квалитетне лиге омладине за подручје Славоније и то у јуниорској, кадетској, пионирској и почетничкој категорији.

## Стадион
Стадион СРЦ Камен Инград има капацитет од 10.000 седећих места. Изграђен је 2002. године и један је од најсавременијих стадиона у Хрватској, испуњава све критеријуме УЕФА-е.

## Камен Инград у европским такмичењима
| Сезона   | Такмичење     | Коло    | Држава     | Клуб           | Резултат |
| -------- | ------------- | ------- | ---------- | -------------- | -------- |
| 2003/04. | УЕФА куп      | кв.     | Луксембург | Етцел Етелбрук | 7:0, 2:1 |
|          |               | 1. коло | Њемачка    | Шалке 04       | 0:0, 0:1 |
| 2004.    | Интертото куп | 2. коло | Русија     | Спартак Москва | 0:1, 1:4 |

## Познати бивши играчи
| - Кристијан Чавал - Силвије Чавлина - Марио Чизмек - Марио Галиновић - Срђан Лакић - Един Мујчин - Јасмин Мујџа | - Јошко Поповић - Бледи Шкемби - Амарилдо Зела - Илија Сивоњић - Един Шарановић - Иван Турина - Зоран Зекић |  |  |